# Кальчицький-2
Кальчицький - 2 — ландшафтний заказник місцевого значення в Україні. Розташований на території Нікольського району Донецької області, на території Тополинської сільської ради ДП «Приазовське лісове господарство».
Площа — 664,8 га, статус отриманий у 2018 році.
Являє собою справжній та петрофічний степ з численними оголоннями гранітів на правому березі Кальчинського водосховища. Виявлено 5 рослинних угруповань, занесених да Зеленої книги України. Зростають 15 видів рослин, занесених до Червоної книги України (грабельки Бекетова, гіацинтик Палласів та інші). Трапляються скопа, полоз візерунковий, полоз жовточеревий, тушканчик великий, занесені до Червоної книги України.